# Guðrið Hansdóttir
 (mars 2018).
Guðrið Hansdóttir, née le 6 octobre 1980 à Tórshavn, est une chanteuse, compositrice, parolière et musicienne féroïenne. Elle a sorti trois albums studio complets et un EP intitulé Taking Ship.

## Discographie
Albums solos
- 2007 : Love is Dead
- 2009 : The Sky is Opening
- 2011 : Beyond the Grey
- 2014 : Taking Ship

Avec le groupe Byrta
- 2013 : Byrta